# Estados Federados da Micronésia nos Jogos Olímpicos de Verão de 2024
Estados Federados da Micronésia competiram nos Jogos Olímpicos de Verão de 2024 em Paris, na França, que ocorreu entre 26 de julho e 11 de agosto de 2024. Foi a sétima participação do país nos Jogos Olímpicos de Verão desde a estreia em Sydney 2000.
Enviou uma delegação de três atletas, sendo dois homens e uma mulher, que competiram em dois esportes, mas nenhum conquistou medalhas.

## Competidores
Esta foi a participação por modalidade nesta edição:
| Esporte   | Masculino | Feminino | Total |
| --------- | --------- | -------- | ----- |
| Atletismo | 1         | 0        | 1     |
| Natação   | 1         | 1        | 2     |
| Total     | 2         | 1        | 3     |

## Desempenho

### Atletismo
- Q = Qualificado para a próxima fase
- q = Qualificado para a próxima fase como o perdedor mais rápido ou, em eventos de campo, pela posição sem atingir o alvo para qualificação
- N/A = Fase não aplicável para o evento
- Bye = Atleta não precisou disputar aquela fase

Masculino
Eventos de pista
| Atleta     | Evento     | Preliminar | Preliminar | Baterias    | Baterias    | Semifinal   | Semifinal   | Final       | Final       | Ref.  |
| Atleta     | Evento     | Resultado  | Pos.       | Resultado   | Pos.        | Resultado   | Pos.        | Resultado   | Pos.        | Ref.  |
| ---------- | ---------- | ---------- | ---------- | ----------- | ----------- | ----------- | ----------- | ----------- | ----------- | ----- |
| Scott Fiti | 100 metros | 11.61      | 7          | Não avançou | Não avançou | Não avançou | Não avançou | Não avançou | Não avançou | [ 5 ] |

### Natação
Masculino
| Atleta        | Evento      | Eliminatórias | Eliminatórias | Semifinal   | Semifinal   | Final       | Final       | Ref.  |
| Atleta        | Evento      | Tempo         | Pos.          | Tempo       | Pos.        | Tempo       | Pos.        | Ref.  |
| ------------- | ----------- | ------------- | ------------- | ----------- | ----------- | ----------- | ----------- | ----- |
| Tasi Limtiaco | 100 m peito | 1:04.14       | 29            | Não avançou | Não avançou | Não avançou | Não avançou | [ 6 ] |

Feminino
| Atleta         | Evento     | Eliminatórias | Eliminatórias | Semifinal   | Semifinal   | Final       | Final       | Ref.  |
| Atleta         | Evento     | Tempo         | Pos.          | Tempo       | Pos.        | Tempo       | Pos.        | Ref.  |
| -------------- | ---------- | ------------- | ------------- | ----------- | ----------- | ----------- | ----------- | ----- |
| Kestra Kihleng | 50 m livre | 28.81         | 52            | Não avançou | Não avançou | Não avançou | Não avançou | [ 7 ] |